# Joop Demmenie
Joop Demmenie (Rotterdam, 19 december 1918 - Rotterdam, 3 juni 1991) was een Nederlands wielrenner. 

## Biografie
Demmenie was beroepsrenner tussen 1939 en 1948. Als amateur werd hij in 1938 bij het wereldkampioenschap wielrennen in Valkenburg derde op de individuele wegwedstrijd.  
Zoals veel van zijn tijdgenoten werd zijn carrière onderbroken door de Tweede Wereldoorlog. In 1942 werd hij vierde bij het Nationale Kampioenschap op de weg achter John Braspennincx, Cor Bakker en Huub Sijen. 

## Belangrijkste overwinningen en ereplaatsen
1937
- 4e bij het Wereldkampioenschap op de weg, amateurs.

1938
- 3e bij het Wereldkampioenschap op de weg, amateurs.
- 8e bij het Nationaal kampioenschap op de weg, amateurs

1939
- 1e in Brussel-Hozémont

1942
- 4e bij het Nationaal kampioenschap op de weg, elite